# Cuboctaedro truncado
El Cuboctaedro truncado es un sólido de Arquímedes, que tiene 12 caras cuadradas, 8 hexagonales y 6 octogonales, todas ellas regulares. Posee 48 vértices y 72 aristas. Es un zonoedro.
Los vértices de un Cuboctaedro truncado cuya arista mide 2, son las permutaciones de un punto en el espacio tridimensional de coordenadas:
(±1, ±(1+{\displaystyle {\sqrt {2}}}), ±(1+{\displaystyle {\sqrt {8}}}))
El área A y el volumen V de un Cuboctaedro truncado cuya arista mide a son:
{\displaystyle A=12(2+{\sqrt {2}}+{\sqrt {3}})a^{2}\approx 61.7551724a^{2}}
{\displaystyle V=(22+14{\sqrt {2}})a^{3}\approx 41.7989899a^{3}.}